# Heteropoda silvatica
Heteropoda silvatica este o specie de păianjeni din genul Heteropoda, familia Sparassidae, descrisă de Davies, 1994.
Este endemică în Queensland. Conform Catalogue of Life specia Heteropoda silvatica nu are subspecii cunoscute.